# Edoardo Zambanini
Edoardo Zambanini, né le 21 avril 2001 à Dro, est un coureur cycliste italien, membre de l'équipe Bahrain Victorious.

## Biographie
Après s'être essayé au football, Edoardo Zambanini commence le vélo à cinq ans et débute en compétition à sept ans à la Ciclistica Dro. Son frère Dennis a également été coureur cycliste jusqu'aux juniors, tout comme sa sœur Marilisa, qui est devenue volleyeuse,. 
Dans les catégories de jeunes, il court à la fois sur route et sur piste,. En 2019, il se distingue parmi les juniors (moins de 19 ans) en terminant deuxième du Gran Premio Sportivi di Sovilla, quatrième du championnat d'Italie, dixième du championnat d'Europe sur route et quatorzième du Tour du Pays de Vaud. Il rejoint ensuite le club Zalf Euromobil Désirée Fior en 2020, pour son passage chez les espoirs (moins de 23 ans). Bon grimpeur, il se fait remarquer au mois de septembre en terminant dixième et meilleur jeune du Tour d'Italie espoirs. 
En début d'année 2021, il est notamment douzième du Per sempre Alfredo parmi les professionnels.

## Palmarès
- 2018
  - 3e du championnat d'Italie de l'omnium juniors
- 2019
  - 2e du Gran Premio Sportivi di Sovilla
  - 10e du championnat d'Europe sur route juniors
- 2021
  - Coppa Ciuffenna
  - 2e du Trophée MP Filtri
  - 2e de la Coppa Bologna
- 2024
  - 3e du Tour d'Antalya
  - 7e du Tour de Pologne
  - 9e du Grand Prix cycliste de Montréal
  - 10e du Grand Prix cycliste de Québec

## Résultats sur les grands tours

### Tour d'Italie
3 participations
- 2023 : 40e
- 2024 : 27e
- 2025 : 27e

### Tour d'Espagne
1 participation
- 2022 : 36e

## Classements mondiaux
| Année                                 | 2020  | 2021  | 2022 | 2023  | 2024 |
| ------------------------------------- | ----- | ----- | ---- | ----- | ---- |
| Classement mondial                    | 1644e | 1381e | 323e | 1155e | 113e |
| UCI Europe Tour                       | 1219e | 981e  | 260e | nc    | 92e  |
|                                       |       |       |      |       |      |
| Légende : nc = non classéSource : UCI |       |       |      |       |      |